# Monocytopenia
Monocytopenia to forma leukopenii objawiająca się obniżeniem liczby monocytów (należących do grupy leukocytów) we krwi.
Monocytopenię stwierdza się niekiedy między innymi w niedokrwistości aplastycznej.

## Badania kliniczne
Stwierdzenie monocytopenii proponowano w  jednym z badań klinicznych jako wskaźnik przepowiadający neutropenię u pacjentów po chemioterapii. W innym źródle wskazywano, że jest to parametr mniej czuły niż limfopenia.